# 金道源
金 道源（キム ドウォン、1935年1月8日 - ）は、韓国の日刊紙朝鮮日報の元社員であり、現在も、同誌のイラストを担当するイラストレーター。
慶尚北道金泉市生まれ。大田高卒業、1957年ソウル大学応用美術科中退、1959年慶煕大経済学科卒業。1962年大韓日報編集局イラストレーターなどを経て1969年11月18日に朝鮮日報入社。編集局イラストレーターとなる。1981年5月部長待遇編集委員、1985年5月副局長待遇編集委員、1988年3月編集副局長（美術担当）などを歴任した。1991年12月退社し、1992年2月再入社、編集局長待遇で在職。1973年4月から朝鮮日報に連載された。
「常識の虚実」の挿し絵を4年6ヶ月間引き受けて新聞挿し絵の新しいスタイルを生み出した。以後、李泰圭の「韓国人の意識構造」あるいは、「中年女性」「朝鮮日報図画ニュース」など多くのコラム等に挿し絵を描いた（尚、『韓国人の意識構造』は1977年に日本では東洋図書出版から翻訳・出版されている）。2004年に同社を退社。。現在朝鮮日報紙上の「暮らしの知恵袋」（리빙 포인트）などで活躍中である。